# Kosliw
Kosliw (ukrainisch Козлів; russisch Козлов/Koslow, polnisch Kozłów) ist eine Siedlung städtischen Typs im Rajon Ternopil der Oblast Ternopil im Westen der Ukraine.
Der Ort liegt etwa 25 Kilometer westlich der Oblasthauptstadt Ternopil und 28 Kilometer nordöstlich der ehemaligen Rajonshauptstadt Kosowa.

## Geschichte
Der Ort wurde 1467 zum ersten Mal schriftlich erwähnt, lag zunächst in Polen und kam 1772 als Koslow zum damaligen österreichischen Kronland Galizien.
Nach dem Ende des Ersten Weltkrieges kam das Gebiet zu Polnischen Republik (in die Woiwodschaft Tarnopol, Powiat Brzeżany – ab 1934 Powiat Tarnopol), Gmina Kozłów I, wurde im Zweiten Weltkrieg 1939 bis 1941 von der Sowjetunion und dann bis 1944 von Deutschland besetzt und hier in den Distrikt Galizien eingegliedert.
Im Januar 1940 wurde der Ort zur Rajonshauptstadt des Rajons Kosliw bestimmt, dieser bestand bis zu seiner Auflösung im Jahre 1962.
Nach dem Ende des Krieges wurde der Ort der Sowjetunion zugeschlagen, dort kam das Dorf zur Ukrainischen SSR und ist seit 1991 ein Teil der heutigen Ukraine. 1961 wurde dem nunmehr Koslow/Kosliw genannte Ort der Status einer Siedlung städtischen Typs verliehen.

## Verwaltungsgliederung
Am 24. Juli 2015 wurde die Siedlung zum Zentrum der neugegründeten Siedlungsgemeinde Kosliw (Козлівська селищна громада/Kosliwska selyschtschna hromada), zu dieser zählten auch die 4 in der untenstehenden Tabelle aufgelisteten Dörfer, bis dahin bildete sie zusammen mit dem Dorf Dmuchiwzi die gleichnamige Siedlungsratsgemeinde Kosliw (Козлівська селищна рада/Kosliwska selyschtschna rada) im Nordosten des Rajons Kosowa.
Seit dem 17. Juli 2020 ist sie ein Teil des Rajons Ternopil.
Folgende Orte sind neben dem Hauptort Kosliw Teil der Gemeinde:
| Name                     | Name       | Name                       | Name       | Name |
| ukrainisch transkribiert | ukrainisch | russisch                   | polnisch   |      |
| ------------------------ | ---------- | -------------------------- | ---------- | ---- |
| Dmuchiwzi                | Дмухівці   | Дмуховцы (Dmuchowzy)       | Dmuchawiec |      |
| Pokropywna               | Покропивна | Покропивная (Pokropiwnaja) | Pokropiwna |      |
| Slobidka                 | Слобідка   | Слободка (Slobodka)        | Słobódka   |      |
| Tauriw                   | Таурів     | Тауров (Taurow)            | Taurów     |      |

## Persönlichkeiten
- Franciszek Surmiński (1934–2021), polnischer Radrennfahrer